# Сосна «Відьмина мітла»
Сосна «Відьмина мітла» — ботанічна пам'ятка природи місцевого значення. Об'єкт розташований на території Черкаського району Черкаської області, квартал 192 виділ 2 Дубіївського лісництва біля автошляху Черкаси — Ірдинь.
Площа — 0,01 га, статус отриманий у 1979 році.